# MOK
MOK, właściwie Tarkan Karaalioğlu (ur. 21 września 1976 w Berlinie-Neukölln, Niemcy), niemiecki raper tureckiego pochodzenia, który ma podpisany kontrakt z berlińskim wydawnictwem Sektenmuzik.
Jego pseudonim jest skrótem od słów Muzik Oder Knast, czyli Muzyka albo więzienie.

## Życie i kariera
Urodzony w Berlinie w dzielnicy Neukölln, przyłącza się do grupy NHS Crew. W tym okresie jego działalności zajmuje się przede wszystkim robieniem graffiti na pociągach (Trainbombing). W 1994 staje się popularniejszy przez wstąpienie do Berlin Empire, kliki, w której rapowano po angielsku. Po pierwszych przesłuchaniach MOK staje się stałym członkiem tej grupy. W 1995 roku rozstaje się z nimi i znowu rozpoczyna swoją karierę z bombingiem. W tym samym czasie tworzy się CMD ("Criminal Minded") – nowa grupa zajmująca się bombingiem na terenie całych Niemiec. W kolejnych pięciu latach spędza wiele czasu w tunelach i na stacjach pociągowych.
Swoje pierwsze próby rapowania po niemiecku Mok zaczyna z Asek z Kaosloge, w tym samym czasie poznaje MachOne z Bassboxxx. Wspólnie postanawiają nagrać swoje własne "kawałki". Razem z Tonym D zostaje założona grupa Die Echten (Prawdziwi). W 2002 roku Mok wydaje swój pierwszy album Fick MOR. Znajduje się tam wiele gościnnych występów z Frauenarztem, który jest w tym czasie jego stałym producentem. Przez problemy z Bassboxxx, MOK zgadza się na to, aby Sido był jego nowym producentem. Wspólnie z Tonym D wstępuje do Rapcrew die Sekte w 2002. Podczas pracy nad swoim drugim albumem "Neukölln Hustlers" MOK jest ścigany nakazem aresztowania. Podczas ostatniej sesji nagraniowej w studiu Aggro Berlin MOK zostaje zabrany przez berlińską policję i zatrzymany w dochodzeniowym więzieniu Moabit w Berlinie. Po trzech miesiącach zostaje przeniesiony do Bawarii, gdzie czeka 17 miesięcy na swój proces w dochodzeniowym areszcie w Stadelheim. Jego wyrok brzmi: 5 lat i 6 miesięcy więzienia. Swoją karę musi odbyć w Berlinie w JVA Tegel. Po krótkim pobycie z pomocą Aggro Berlin zostaje wydany paragraf otwartego wykonania. W 2004 MOK wychodzi na wolność, przez co może dokończyć pracę nad masteringiem swojego albumu Neukölln Hustlers. Krótko po tym zostaje on wydany. Podczas pobytu na wolności pracuje nad swoim trzecim albumem "Muzik oder Knast [Muzyka albo więzienie]". Nagrywanie materiału trwa ok. trzy miesiące. Po tym zaczyna pracę nad swoim miktejpem "Badboys". Ten również został skończony w takim samym czasie.

## Dyskografia

### Albumy studyjne
- Neukölln Hustler (2004)
- Hustler (2007)
- Straßenmukke (2007)
- Most Wanted (2009)

### Współpraca
- Geldwäsche (z G-Hot) (2008)
- Die Sekte (z Die Sekte) (2009)

### Mikstejpy/EP-ki
- Fick MOR (2002, EP)
- Muzik oder Knast (2005, EP)
- Fick MOR by DJ Kologe (2005, EP)
- Badboys (2006, CD)
- Badboys 2 (2006, podwójne CD)
- Badboys Limited Edition (2007)
- Muzik oder Knast Premium Edition (2007)
- Fick MOR Premium Edition (2007)

### Dissy
| Rok  | Tytuł                             | Przeciwko                             | Nota                                                                       | Wydanie       |
| ---- | --------------------------------- | ------------------------------------- | -------------------------------------------------------------------------- | ------------- |
| 2002 | Fick M.O.R.                       | Masters of Rap                        | - EP-ka zawiera obelgi                                                     | EP            |
| 2006 | "Sonny Dead"                      | Bushido                               |                                                                            | Darmowy utwór |
| ?    | "Sonny Kek"                       | Bushido                               |                                                                            | Darmowy utwór |
| ?    | "Sonny Kek Part 2"                | Bushido                               |                                                                            | Darmowy utwór |
| ?    | "Ghettomuzik"                     | Shok-Muzik                            |                                                                            | Darmowy utwór |
| ?    | "Mein Lifestyle"                  | D-Irie                                |                                                                            | Darmowy utwór |
| ?    | "Ich bang dich"                   | D-Irie & Ufuk Sahin                   | - Instrumental "Click Bang" MOK & Alpa Gun                                 | Darmowy utwór |
| ?    | "Ich mach mein Ding alleine"      | Bushido                               |                                                                            | Darmowy utwór |
| ?    | "Das ist Ansage"                  | D-Irie                                |                                                                            | Darmowy utwór |
| ?    | "Du Opfer/Sonny Whack"            | Bushido                               |                                                                            | Darmowy utwór |
| ?    | "Irie-Fick"                       | D-Irie                                |                                                                            | Darmowy utwór |
| ?    | "Es kann nur einen geben"         | Bushido, Eko Fresh, Kool Savas i Azad | - Instrumental "Wir sind One" MOK feat. Automatikk                         | Darmowy utwór |
| 2008 | "Gemein wie Zehn"                 | Bushido                               | - Utwór został dodany do albumu Most Wanted (2009)                         | Darmowy utwór |
| 2009 | "Frohe Ostern"                    | Farid Bang                            | - Utwór został dodany do albumu Most Wanted, pod tytułem "Mr. Lover Lover" | Darmowy utwór |
| 2009 | "Hallo Farid" (feat. MC Basstard) | Farid Bang                            |                                                                            | Darmowy utwór |